# Selex Sistemi Integrati
Selex Sistemi Integrati (Selex Sistemas Integrados) fue una sociedad controlada de Finmeccanica que proyectaba y desarrollaba Grandes Sistemas para Protección hogareña, radares y sensores para aplicaciones en el sector naval y terrestre, vigilancia marítima, portuaria y costera, así como para gestión y control del tráfico aéreo y aeroportuario.
La compañía ocupaba alrededor de 4.500 dependientes y tenía una clientela en unos 150 países.[cita requerida]

## Historia
En 1951, se constituida entre Finmeccanica y la compañía estadounidense Raytheon la nueva sociedad, Microlambda - Sociedad para los estudios y aplicaciones de electrónica, para producir licencias de sistemas radares en aplicaciones navales y terrestres. Para la construcción de tales aparatos, se eligió a Baia, cerca de Nápoles, que ya se distinguía en la fabricación de torpedos con el nombre de Silurificio de Baia.
En 1956, con capitales de la Edison, nace en Roma la SINDEL, una nueva compañía operante en el campo de la electrónica profesional, a la que llegaron muchos técnicos e ingenieros de Microlambda.
En 1960, intervino en acuerdo industrial a nivel internacional, concretando el nacimiento de Selenia – Industrias Electrónicas Asociadas, con un paquete accionario repartido: 40 % Finmeccanica, 40 Raytheon y 20 Edison. La marca Selenia adquiriría fama mundial gracias a sus sistemas de vigilancia para usos civil, y militar.
En 1990, Selenia se unió con Aeritalia, compañía líder de la industria aerospaziale. De esa fusión nació una nueva sociedad, Alenia, una empresa productiva con más de 30.000 empleados, activa en los sectores aeronáuticos, radaristico, naval, espacial, misilístico, motores aeronáuticos, de protección ambiental. Alenia creció rápidamente en dimensiones y potencial, tan que al final de los años noventa se subdividió en dos distinguidas compañías para seguir mejor sus actividades de punta: Alenia Aerospazio en el planeamiento y la construcción de aeronaves y sistemas espaciales, y Alenia Difesa, en actividades de radares, misiles, sistemas navales, sistemas de aviónica; y, en la sociedad Otobreda.
En 2005, nace SELEX Sistemas Integrados, una compañía que ocupaba más de 4.500 dependientes, que recogía lo sembrado en los últimos años y preparada para reinterpretar y definir nuevos papeles: por un lado, el fortalecimiento del negocio tradicional, el de los sensores navales y terrestres y, por otro, el posicionamiento en el mercado mundial de su nueva misión corporativa: Grandes Sistemas para la seguridad nacional y la defensa.
En el ámbito de la reorganización, en Finmeccanica, de los sectores de la Electrónica para la Defensa y Seguridad, el 1 de julio de 2010, confluyeron en SELEX Sistemas Integrados de Defensa, Logística y Ambiente de Elsag Datamat, incluida la participación en la sociedad Space Software Italia, y las actividades relativas a los radares PAR - (Precision Approach Radar) de superficie, terrestres y navales de la sociedad SELEX Galileo.
En el curso de 2010, estalló un tema judicial sobre Selex Sistemas Integrados. El fiscal Paolo Ielo indagó sobre pagos indebidos recibidos de 2005 a 2010. Según el GIP, fueron subcontratados con compañías externas, creando fondos negros. Ese ilícito fue utilizado para sobornos y regalos para ser distribuidos a consultores, administradores públicos y a cajas de partidos políticos. La investigación consideró a la administrativa Marina Grossi por delitos tributarios y corrupción, Pier Francesco Guarguaglini por "uso fraudulento de facturas fraudulentas" y a Lorenzo Borgogni, responsable de relaciones exteriores del grupo Finmeccanica, por el delito de financiamiento ilícito a partidos políticos.
A partir del 1 de enero de 2013, se ha fusionado con Selex ES S.p.A. que a su vez llegó a Finmeccanica el 1 de enero de 2016.

## Sedes
En Italia Selex Sistemas Integrados tenía sus propios establecimientos en Roma, Fusaro, Giugliano, Génova, La Spezia, Nerviano y Taranto. En el extranjero, sedes en Alemania (SELEX Systems Integration GmbH) para la producción de radares meteorológicos, en los Estados Unidos (SELEX Systems Integration Inc), para sistemas de ayuda a la navegación aérea, y en el Reino Unido (SELEX Systems Integration Ltd) para los servicios de asesoramiento en el sector de la electrónica para Defensa y Seguridad.

## Organigrama
La administradora delegada de la Selex Sistemas Integrados era Marina Grossi, esposa de Pier Francesco Guarguaglini, entonces presidente y administrador delegado de Finmeccanica. Guarguaglini fue indagado por la Fiscalía de Roma por fraude fiscal y falsas facturaciones para operaciones inexistentes, en el ámbito de la investigaciones sobre los contratos asignados del Enav a Selex Sistemas Integrados.. En el ámbito de la misma pesquisa, el 19 de noviembre de 2011 dispuso la paralización del gerente de ventas Manlio Fiore, junto con Guido Pugliesi, AD de Enav.

## Museo del radar
En el establecimiento de Fusaro tiene sede el Museo del Radar. Inaugurado en abril de 2009, es el primero, en Europa, en ser realizado al interior de una compañía. El Museo nace de la voluntad de recuperar, y conservar la memoria de la historia productiva del radar empezado en Italia en los sesenta años.
El Museo del Radar se desarrolla sobre una área de aproximadamente 750 m² subdivididos:
- espacio expositivo
- archivo documental
- área de simulación
- área de conferencias